# Główny Geodeta Kraju

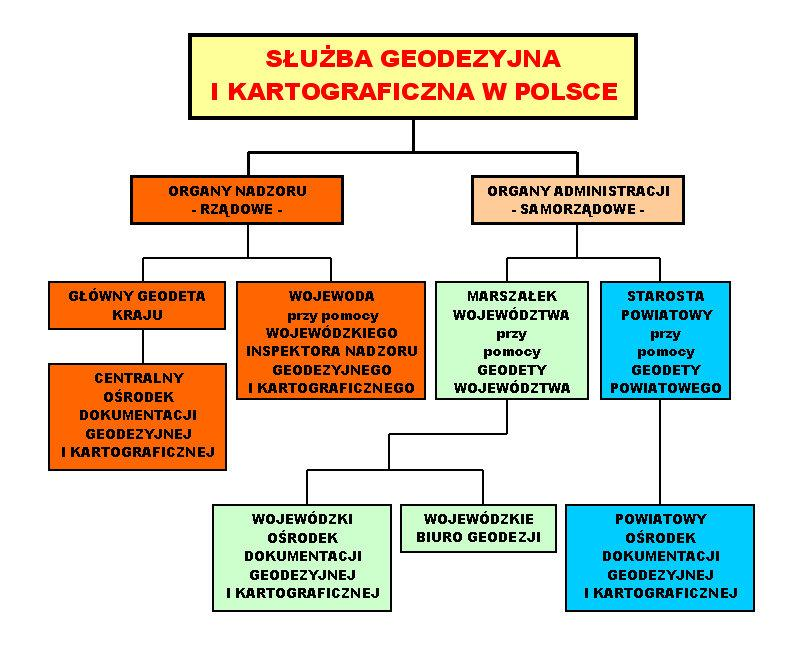
Służba Geodezyjna i Kartograficzna w Polsce

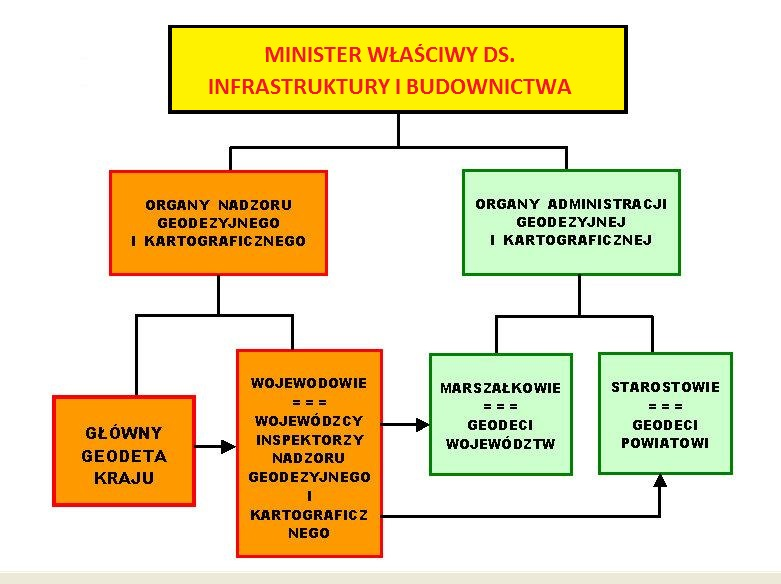
Nadzór Geodezyjny i Kartograficzny w Polsce

Główny Geodeta Kraju – centralny organ administracji rządowej ds. geodezji i kartografii. Wykonuje zadania określone w ustawie Prawo geodezyjne i kartograficzne, przy pomocy Głównego Urzędu Geodezji i Kartografii.
Do zadań Głównego Geodety Kraju określonych w ustawie Prawo geodezyjne i kartograficzne należą m.in.:
1. nadzór realizacji polityki państwa w zakresie geodezji i kartografii,
2. prowadzenie centralnego zasobu geodezyjnego i kartograficznego ewidencjonowanie systemów informacji o terenie o znaczeniu ogólnopaństwowym oraz współpraca z innymi resortami w zakładaniu i prowadzeniu systemów informacji geograficznej,
3. współpraca z wyspecjalizowanymi w dziedzinie geodezji i kartografii organizacjami międzynarodowymi, regionalnymi oraz organami i urzędami innych krajów,
4. inicjowanie prac naukowych i badawczo-rozwojowych w zakresie standardów organizacyjno-technicznych, zastosowania metod informatycznych, fotogrametrycznych i satelitarnych w dziedzinie geodezji i kartografii oraz w krajowym systemie informacji o terenie,
5. nadawanie uprawnień zawodowych w dziedzinie geodezji i kartografii, prowadzenie rejestru osób uprawnionych oraz współpraca z samorządami i organizacjami zawodowymi geodetów i kartografów,
6. realizacja zadań w zakresie spraw obronnych, zarządzania kryzysowego oraz ochrony informacji niejawnych w działalności geodezyjnej i kartograficznej, nadzorowanie przestrzegania przepisów prawa dotyczących ochrony danych osobowych oraz funkcjonowania systemu zarządzania bezpieczeństwem informacji,
7. opracowywanie wytycznych dotyczących powszechnej taksacji nieruchomości
8. opracowywanie zasad dotyczących uzgodnień co do usytuowania projektowanych sieci uzbrojenia terenu,
9. tworzenie i utrzymywanie geoportalu infrastruktury informacji przestrzennej, jako centralnego punktu dostępu do usług (wyszukiwania, przeglądania, pobierania, przekształcania) w pełnym zakresie tematycznym i terytorialnym infrastruktury,
10. prowadzenie publicznie dostępnej ewidencji zbiorów oraz usług danych przestrzennych objętych infrastrukturą
11. odpowiadanie za kontakty z Komisją Europejską w sprawach określonych ustawą o infrastrukturze informacji przestrzennej.

Wraz z wejściem Polski do Unii Europejskiej 1 maja 2004 r. zwiększyła się liczba zadań realizowanych przez Główny Urząd Geodezji i Kartografii. Urząd zajmuje się m.in. wdrażaniem Dyrektywy 2007/2/WE Parlamentu Europejskiego i Rady z dnia 14 marca 2007 r. ustanawiającej Infrastrukturę Informacji Przestrzennej w Europie (INSPIRE). Do prac Urzędu należy też wdrażanie projektów w ramach 7. Osi Priorytetowej „Społeczeństwo informacyjne – budowa elektronicznej administracji” Programu Operacyjnego Innowacyjna Gospodarka, Programu Operacyjnego Wzrost Konkurencyjności Przedsiębiorstw oraz Programu Operacyjnego Kapitał Ludzki: GBDOT, GEOPORTAL2, ISOK, TERYT 2, ASG-EUPOS i POKL INSPIRE; Programu Operacyjnego Polska Cyfrowa.
W realizacji zadań Głównego Geodetę Kraju do 31 grudnia 2017 r. wspierał także Centralny Ośrodek Dokumentacji Geodezyjnej i Kartograficznej (CODGiK), który od 1 stycznia 2011 r. jest instytucją gospodarki budżetowej (wcześniej działał przy Głównym Geodecie Kraju). Powołano go, by uzupełniał i zarządzał centralnym państwowym zasobem geodezyjnym i kartograficznym. Do zakresu działań CODGiK należy tworzenie własnych opracowań, a także gromadzenie i weryfikowanie opracowań przyjmowanych do zasobu zgodnie z obowiązującymi w tym zakresie przepisami prawa. Pracownie Centralnego Ośrodka Dokumentacji Geodezyjnej i Kartograficznej wykonywały zlecenia dla Głównego Geodety Kraju oraz realizowały zamówienia zewnętrzne zarówno dla sektora publicznego, jak i prywatnego.

## Lista głównych geodetów kraju
| Od                   | Do                | Osoba                  | Stanowisko |
| -------------------- | ----------------- | ---------------------- | --- |
| 1 marca 1945         | 30 września 1948  | Jan Piotrowski         | prezes Głównego Urzędu Pomiarów Kraju |
| 1 grudnia 1948       | 31 grudnia 1951   | Edward Warchałowski    | prezes Głównego Urzędu Pomiarów Kraju |
| 1 sierpnia 1951      | 16 maja 1952      | Jan Rabanowski         | prezes Głównego Urzędu Pomiarów Kraju |
| 17 maja 1952         | 15 czerwca 1956   | Jan Rabanowski         | prezes Centralnego Urzędu Geodezji i Kartografii |
| 1 sierpnia 1956      | 30 września 1956  | Borys Szmielew         | prezes Centralnego Urzędu Geodezji i Kartografii |
| 1 grudnia 1956       | 10 maja 1973      | Borys Szmielew         | prezes Głównego Urzędu Geodezji i Kartografii |
| 10 października 1973 | 4 sierpnia 1980   | Czesław Przewoźnik     | podsekretarz stanu w Ministerstwo Administracji i Gospodarki Terenowej i Ochrony Środowiska, prezes Głównego Urzędu Geodezji i Kartografii             |
| 29 października 1980 | 31 grudnia 1987   | Zdzisław Adamczewski   | podsekretarz stanu w Ministerstwie Administracji i Gospodarki Terenowej i Ochrony Środowiska, prezes Głównego Urzędu Geodezji i Kartografii            |
| 1988                 | 1990              | Andrzej Szymczak       | Główny Geodeta Kraju, dyrektor departamentu Geodezji, Kartografii i Gospodarki Nieruchomościami w Ministerstwie Gospodarki Przestrzennej i Budownictwa |
| 2 listopada 1990     | 13 listopada 1996 | Remigiusz Piotrowski   | Główny Geodeta Kraju, dyrektor departamentu Geodezji, Kartografii i Gospodarki Nieruchomościami w Ministerstwie Gospodarki Przestrzennej i Budownictwa |
| 14 listopada 1996    | 20 stycznia 1997  | Józef Kalisz           | Główny Geodeta Kraju, sekretarz stanu w Ministerstwie Budownictwa i Gospodarki Przestrzennej                                                           |
| 21 stycznia 1997     | 31 grudnia 1998   | Józef Racki            | Główny Geodeta Kraju, prezes Głównego Urzędu Geodezji i Kartografii                                                                                    |
| 1 stycznia 1999      | 5 grudnia 2001    | Kazimierz Bujakowski   | Główny Geodeta Kraju, prezes Głównego Urzędu Geodezji i Kartografii                                                                                    |
| 5 grudnia 2001       | 27 września 2006  | Jerzy Albin            | Główny Geodeta Kraju, prezes Głównego Urzędu Geodezji i Kartografii                                                                                    |
| 27 września 2006     | 26 marca 2008     | Wiesław Potrapeluk     | Główny Geodeta Kraju, prezes Głównego Urzędu Geodezji i Kartografii                                                                                    |
| 27 marca 2008        | 14 lutego 2012    | Jolanta Orlińska       | Główny Geodeta Kraju, prezes Głównego Urzędu Geodezji i Kartografii                                                                                    |
| 14 lutego 2012       | 18 czerwca 2012   | Jacek Jarząbek         | p.o. Głównego Geodety Kraju, p.o. prezesa Głównego Urzędu Geodezji i Kartografii                                                                       |
| 18 czerwca 2012      | 1 sierpnia 2016   | Kazimierz Bujakowski   | Główny Geodeta Kraju, prezes Głównego Urzędu Geodezji i Kartografii                                                                                    |
| 4 sierpnia 2016      | 13 stycznia 2017  | Aleksandra Jabłonowska | p.o. Głównego Geodety Kraju, p.o. prezesa Głównego Urzędu Geodezji i Kartografii                                                                       |
| 14 stycznia 2017     | 17 marca 2018     | Grażyna Kierznowska    | Główny Geodeta Kraju, prezes Głównego Urzędu Geodezji i Kartografii (od 14 stycznia 2017 do 21 maja 2017 jako p.o. Głównego Geodety Kraju)             |
| 17 marca 2018        | 6 czerwca 2018    | Marcin Wójtowicz       | p.o. Głównego Geodety Kraju, dyrektor generalny Głównego Urzędu Geodezji i Kartografii                                                                 |
| 7 czerwca 2018       | 13 maja 2022      | Waldemar Izdebski      | Główny Geodeta Kraju, prezes Głównego Urzędu Geodezji i Kartografii                                                                                    |
| 14 maja 2022         | 2 czerwca 2025    | Alicja Kulka           | Główny Geodeta Kraju, prezes Głównego Urzędu Geodezji i Kartografii (od 14 maja 2022 do 26 czerwca 2023 jako p.o. Głównego Geodety Kraju)              |